# Cristall iònic

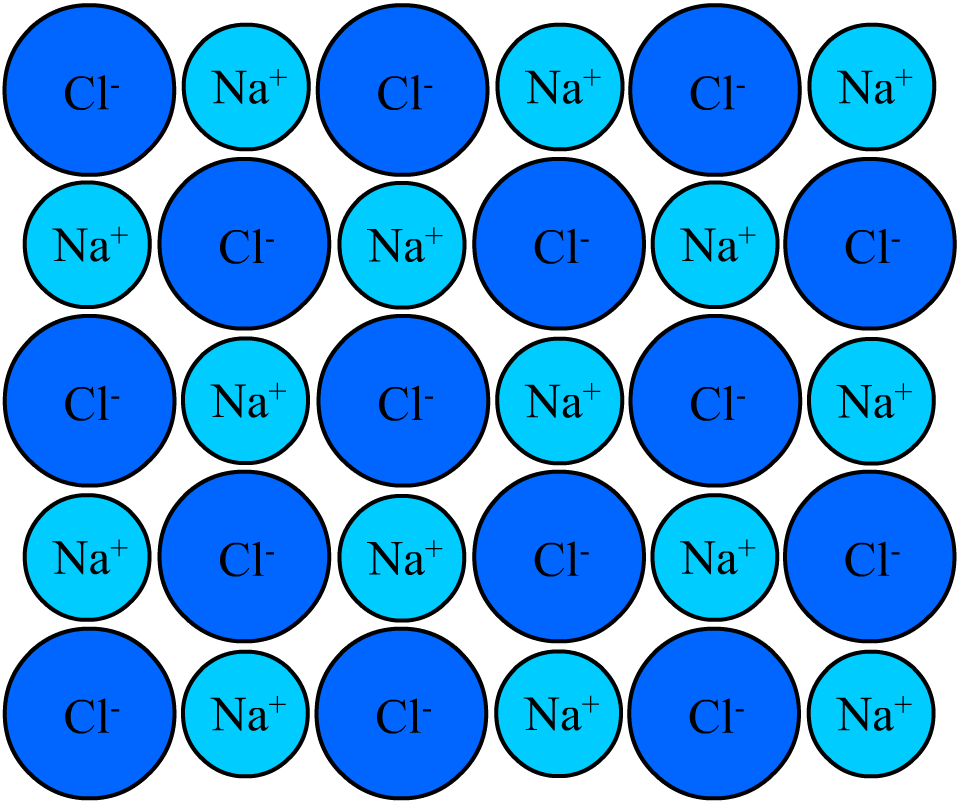
Cristall de la sal comuna (NaCl)

Un cristall iònic és un tipus de compost iònic en forma d'agregat estable en què un conjunt d'ions (cations i anions) ordenats perfectament en l'espai formen aquest cristall, és a dir, un catió (signe +) estarà rodejat de signes - (anions). Un exemple de cristall iònic pot ser NaCl (la sal comuna).

## Característiques físiques
- Punt de fusió alt
- Fràgils si no estan sota pressió
- Dúctils sota pressió
- Poden presentar conductivitat elèctrica
- Òpticament transparents
- Quan es dissolen en dissolvents polars, obtenim dissolucions conductores de l'electricitat per part dels anions i cations.